# Zbigniew Banaszczyk
Zbigniew Banaszczyk (ur. 7 maja 1952 w Warszawie)  – polski prawnik, adwokat, doktor habilitowany nauk prawnych, nauczyciel akademicki Uniwersytetu Warszawskiego, specjalista w zakresie prawa cywilnego.

## Życiorys
W 1975 ukończył studia prawnicze na Wydziale Prawa i Administracji Uniwersytetu Warszawskiego. W tym samym roku podjął pracę na macierzystej uczelni. Tam też w 1984 na podstawie napisanej pod kierunkiem Witolda Czachórskiego rozprawy pt. Zgoda poszkodowanego jako okoliczność wyłączająca bezprawność (w świetle odpowiedzialności deliktowej za czyn własny na zasadzie winy) otrzymał stopień naukowy doktora nauk prawnych w zakresie prawa. Na tym samym wydziale w 2013 na podstawie dorobku naukowego oraz rozprawy pt. Odpowiedzialność za szkody wyrządzone przy wykonywaniu władzy publicznej uzyskał stopień doktora habilitowanego stopień doktora habilitowanego nauk prawnych w zakresie prawa, specjalność: prawo cywilne. Został docentem Uniwersytetu Warszawskiego. Od 1986 wykonuje równocześnie zawód adwokata.